# Eleutherodactylus olivaceus
Eleutherodactylus olivaceus là một loài ếch trong họ Leptodactylidae.
Nó được tìm thấy ở Bolivia và Peru.
Các môi trường sống tự nhiên của chúng là các khu rừng ẩm ướt đất thấp nhiệt đới hoặc cận nhiệt đới và các khu rừng vùng núi ẩm nhiệt đới hoặc cận nhiệt đới.